# DJ Drama
DJ Drama là một DJ người Mỹ và nhà sản xuất thu âm. Anh đã làm album và mixtape. Ông là ký hợp đồng với Grand Hustle Records.